# Dietrich Oldenburg

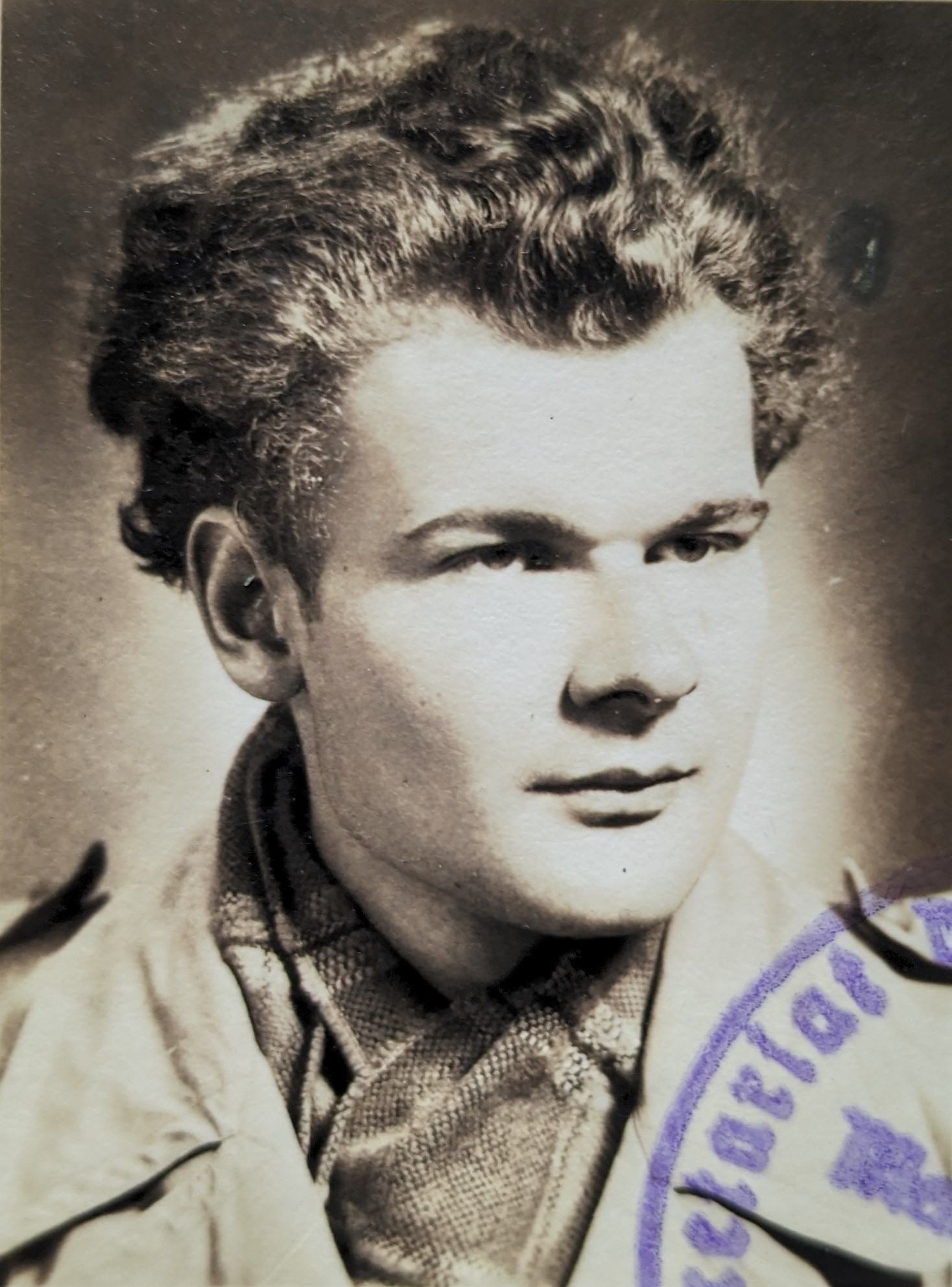
Dietrich Oldenburg als Student (1952)

Dietrich Eberhard Oldenburg (* 19. Januar 1933 in Berlin) ist ein deutscher Schriftsteller und Beamter.

## Leben
Dietrich Oldenburgs Eltern waren der promovierte Diplomvolkswirt Ulrich Oldenburg (1903–1968) und Charlotte Oldenburg, geb. Stanke (1904–1995), Tochter des Berliner Architekten Paul Stanke (1875–1948). Während der ersten Jahre des Zweiten Weltkriegs wuchs er in Berlin auf, bis seine Familie 1942 ihren Wohnsitz wegen der zunehmenden Bombenangriffe der Alliierten nach Pudewitz bei Posen verlegte. Er wurde 1942 in das Posener Schiller-Gymnasium eingeschult, mit dem er in ein KLV-Lager auf dem Lande verlegt wurde. Nachdem die sowjetischen Truppen am 15. Januar 1945 die deutsche Front an der Weichsel durchbrochen hatten, floh seine Familie am 19. Januar 1945, an seinem 12. Geburtstag, zunächst nach Misdroy auf der Insel Wollin und von dort Anfang Februar 1945 nach Dänemark, wo die Familie auf der Insel Alsen bei einer dänischen Bauernfamilie unterkam.
Anfang Oktober 1945 wurden alle in Dänemark lebenden deutschen Flüchtlinge (etwa 250.000) in Lager eingewiesen, meistens ehemalige deutsche Wehrmachtsbarackenlager. Die Oldenburgs (Dietrich, Mutter Charlotte und Schwester Helga) kamen in das Lager Horvup-Plantage nördlich des Limfjord. Das Lager war mit Stacheldraht eingezäunt. Die Baracken waren alt, die Zimmer, jeweils etwa 40 m² groß, wurden mit 14 Personen belegt. Die Oldenburgs lebten wie alle etwa 1000 Lagerinsassen in Stockwerkbetten mit drei Erwachsenen und elf Kindern aus drei Familien bis zum Februar 1947 in diesem Lager und wurden dann nach Deutschland entlassen.

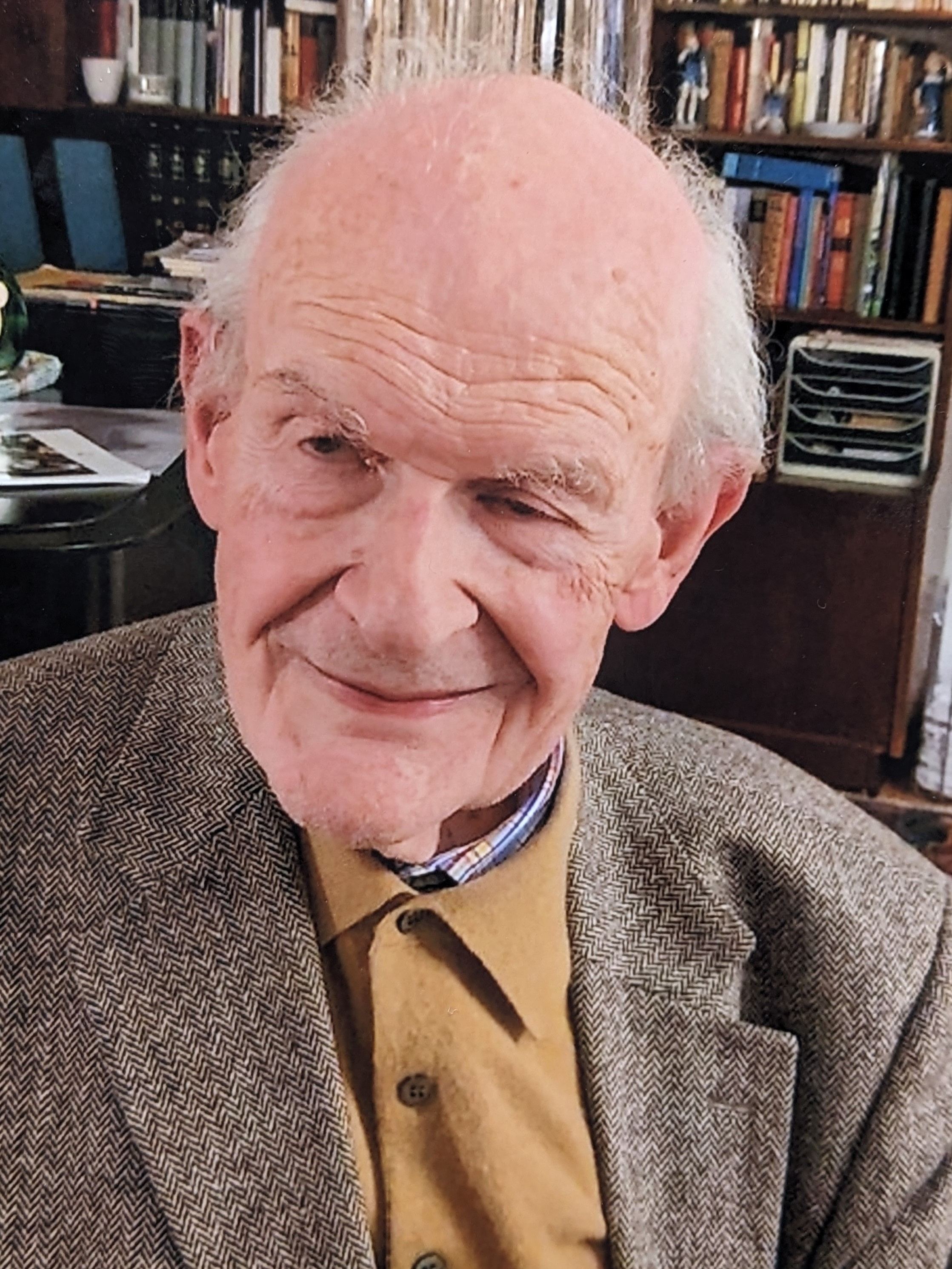
Dietrich Oldenburg (2023)

Sie kamen nach Niebüll in Schleswig-Holstein, wohin der Ehemann und Vater der Familie aus russischer Kriegsgefangenschaft entlassen worden war.
In Niebüll wurde Oldenburg in das dortige Gymnasium eingeschult. Nach dem Abitur 1952 am Friedrich-Paulsen-Gymnasium in Niebüll studierte er von 1952 bis 1956 Rechtswissenschaften an der Philipps-Universität in Marburg und in Tübingen. In Marburg wurde er 1952 Mitglied der Marburger Burschenschaft Germania, aus der er 1956 mit vielen anderen wegen der sogenannten Petri-Affäre ausgeschlossen wurde. Die Ausgeschlossenen schlossen sich der Wissenschaftlichen Vereinigung Hohenstaufen Königsberg zu Marburg im DWV an. Nach dem Referendariat am Landgericht Flensburg und dem Oberlandesgericht Schleswig legte er sein 2. juristisches Staatsexamen in Hamburg am dortigen Oberlandesgericht ab.
Seit 1962 war er im Staatsdienst als Beamter bei der Bundesanstalt für Arbeit tätig. Er war von 1970 bis 1975 Direktor des Arbeitsamtes Braunschweig, und von 1975 bis 1986 des Arbeitsamtes Hamburg. Während in Braunschweig eher große Industriewerke (Volkswagen) oder Stahl und Bergbau (Salzgitter AG) seine Arbeit bestimmten, waren in Hamburg Handel, Schiffbau und Hafen die wichtigsten Faktoren des Arbeitsmarktes. Besonders im Hafen bei der Be- und Entladung der Schiffe hatte der technische Wandel (leistungsstärkere Kräne und Container) viele ungelernte Hafenarbeiter überflüssig gemacht. Ihre Wiedereingliederung in den Arbeitsmarkt war eine der ersten Aufgaben Oldenburgs. Er wandte sich deshalb an den Hamburger Hafenverein, der es sich zur Aufgabe gemacht hatte, alte Segelschiffe vor der Abwrackung zu schützen und sie als Museumsschiffe zu restaurieren. So hatte der Verein gerade einen alten, in Portugal zur Abwrackung liegenden ehemaligen Kap-Hoorn-Segler, die Rickmer Rickmers, erworben und zur Restaurierung nach Hamburg überführen lassen.
Oldenburg schlug dem Vorsitzenden des Vereins vor, den größten Teil der Lohnkosten für die Restaurierungsarbeiten für das Schiff durch eine Arbeitsbeschaffungsmaßnahme (ABM) zu finanzieren, wenn der Verein für die gewerblichen Arbeiten vom Arbeitsamt Hamburg zugewiesene arbeitslose Jugendliche beschäftigen würde. Da der Verein dieser Auflage zustimmte, wurden zahlreiche arbeitslose Jugendliche, die großteils keine abgeschlossene Ausbildung hatten, in den gewerblichen Berufen (Holz, Metall, Elektro u. a.) beschäftigt – oft über mehrere Jahre – und so weit fortgebildet, dass sie nach Fertigstellung der Restaurierungsarbeiten in der Regel eine Stelle auf dem allgemeinen Arbeitsmarkt fanden. Das Museumsschiff Rickmer Rickmers aber wurde – auch dank der Initiative der Hamburger Arbeitsverwaltung – bei Einheimischen und Touristen eine beliebte Attraktion und eine neue Sehenswürdigkeit der Stadt.
Ein weiteres Problem war der rasante Anstieg der Arbeitslosigkeit in der Hansestadt, verursacht durch den technischen Wandel und konjunkturelle Probleme. Da Oldenburg aus haushaltsrechtlichen Gründen keine zusätzlichen Mitarbeiter einstellen konnte, entstanden sehr hohe Rückstände bei der Aktenbearbeitung mit der Folge, dass die den Arbeitslosen zustehenden Geldleistungen oft nur mit großer Verspätung ausgezahlt wurden. Das nahmen linksradikale Gruppen zum Anlass, randalierend in das Arbeitsamt einzudringen, Mitarbeiter zu beschimpfen und Ratsuchende zu belästigen. Sie besetzen Oldenburgs Dienstzimmer und weigerten sich, es zu räumen, so dass Oldenburg sie durch die von ihm alarmierte Polizei entfernen ließ. Nach diesem Zwischenfall richtete Oldenburg aus jungen Mitarbeitern im Eingangsbereich des Amtes einen Ordnungsdienst ein, bei dem sich Besucher des Amtes legitimieren mussten. Diese Weisung Oldenburg war wirksam. Die Randalierer scheuten sich, ihre Aktivitäten innerhalb des Amtes fortzusetzen, da sie dann anhand ihrer Personalausweise hätten identifiziert werden können und eine strafrechtlich Ahndung hätten befürchten müssen. Im Amt herrschte von da an für einige Monate Ruhe und die Mitarbeiter konnten ohne Störungen arbeiten. Diese Ruhe änderte sich im November 1983, als im Arbeitsam eine Bombe explodierte. Der oder die Täter waren wahrscheinlich nachts in das Amt eingebrochen, hatten eine Sprengstoffladung in einem Dienstzimmer gelegt und über einen Zeitzünder zur Explosion gebracht. Es entstand erheblicher Sachschaden an den Möbeln, Büromaschinen und Akten, aber kein Personenschaden. Der oder die Täter konnten vom Staatsschutz nicht ermittelt werden.
Von 1986 bis 1998 war Oldenburg als Präsident des Landesarbeitsamts Hessen mit Dienstsitz in Frankfurt am Main tätig. Seine Ernennung zum Präsidenten des LAA Hessen erfolgte am 16. Januar 1986 durch den damaligen Bundespräsidenten Richard von Weizsäcker.
Zugleich wurde er als Nachfolger seines Vorgängers als Präsident des LAA Hessen als Vorsitzender des Vorstandes des Berufsförderungswerkes Frankfurt in Bad Vilbel bestellt. Dieser Einrichtung oblag die Durchführung der beruflichen Rehabilitation behinderter Arbeitnehmer und ihre berufliche Wiedereingliederung in das Erwerbsleben. Gleich in der ersten Vorstandssitzung unterrichtete der Geschäftsführer Manfred Thrun davon, dass zurzeit wegen Überfüllung der Einrichtung keine neuen Rehabilitanden aufgenommen werden könnten – eine Katastrophe für die Situation arbeitsloser Behinderter, der nur durch einen größeren Erweiterungsbau zu begegnen sei. Oldenburg konnte in den nächsten Wochen die Kostenträger (Arbeitsverwaltung, Rentenversicherung und Unfallversicherung) von dieser Notwendigkeit überzeugen, welche die notwendigen Baugelder bewilligen wollten, wenn sich auch die öffentliche Hand an den Kosten beteiligte. Es gelang beiden schließlich, sowohl vom Bund als auch vom Land Hessen entsprechende Zusagen zu erhalten. Dank Oldenburgs guter Beziehungen zur hessischen Landesregierung bewilligte das hessische Arbeitsministerium bereits im Juni 1987 die Mitfinanzierung der geplanten Erweiterung des BFW. Der Bund schloss sich kurz darauf an, so dass der Bau sehr schnell beginnen konnte.
Als weitere Besonderheit wurde die Aufnahme von psychisch behinderten Arbeitnehmer bewilligt, deren Zahl zuletzt stark anstieg. Da diese größtenteils aus Berufen kamen, die körperlich belastender waren, wurde als Maßnahme der Gartenbau gewählt. Nach der grundsätzlichen Zustimmung aller Beteiligten ging die Umsetzung der Baupläne rasch voran. Oldenburg und Thrun gewannen den Hessischen Arbeitsminister Karl-Heinrich Trageser dafür, den Grundstein für den Erweiterungsbau des BFW zu legen. Die feierliche Grundsteinlegung erfolgte am 23. Oktober 1987. Die Arbeiten gingen zügig voran, sodass der Erweiterungsbau (Kosten 16,4 Mio. DM) im Oktober 1988 eingeweiht werden konnte.
Da Oldenburg auch Vorsitzender des Verwaltungsrats des Berufsbildungswerkes Südhessen in Karben war, hatte er dort ein vergleichbares Problem zu lösen. Diese Bildungsstätte war geschaffen worden, um behinderte Jugendliche ohne Berufsabschluss einer Ausbildung zuzuführen. Da sie nur Ausbildungsplätze im technisch-handwerklichen Bereich anbot, konnten nur wenige Mädchen aufgenommen werden, da diese sich selten für diese Berufe interessierten. Da sich in der Nähe Karbens ein leerstehendes Hotel befand, kam der Gedanke auf, in diesem Hotel eine Ausbildung in den Berufen des Hotel- und Gaststättenbereichs anzubieten, für die sich viele junge Frauen interessieren. Der Geschäftsführer des Berufsbildungswerks wurde von Oldenburg daher beauftragt zu prüfen, ob das alte Hotel als Ausbildungsstätte geeignet sei, ob es zu kaufen oder zu mieten wäre und wie hoch etwaige Renovierungskosten seien. Der Hotel- und Gaststättenverband bejahte die Geeignetheit, und so wurde das leerstehende Hotel „Deutsches Haus“ in Butzbach angemietet und für 700.000 DM restauriert. Das Hotel bewirtschaftet 30 Hotelzimmer, hat einen Saal für Familienfeste, ein Restaurant, ein Frühstücks- und ein Weinzimmer sowie zwei Konferenzräume. Oldenburg vereinbarte mit der zuständigen Industrie- und Handelskammer, dass die Ausbildung in den Hotel- und Gaststättenberufen zwei Jahre lang im praktischen Teil im BFW und danach im theoretischen Teil ein Jahr in der Berufsschule erfolgen und mit einem Abschluss enden sollte.
Da es in Hessen zahlreiche Langzeitarbeitslose gab, förderte Oldenburg sogenannte Arbeitsbeschaffungsmaßnahmem, die hilfreich waren, kulturell wertvolle Restaurierungen maroder, denkmalgeschützter Bauwerke zu erhalten. Beispielhaft für eine solche Maßnahme war die Restaurierung der Stadtmauer der Stadt Amöneburg, die über fünf Jahre erfolgte und für die die Arbeitsverwaltung 1,5 Millionen DM für die Lohnkosten für über 100 Langzeitarbeitsloser bewilligt hatte. Anlässlich eines Besuchs der restaurierten Stadtmauer durch den Präsidenten des Landesarbeitsamtes und des Landrates des Kreises Marburg-Biedenkopf Kurt Kliem würdigte der Bürgermeister der Stadt Amöneburg die Hilfe der Arbeitsverwaltung und das Engagement Oldenburgs für die Wiederherstellung der mittelalterlichen Anlage. Anschließend ehrte er Oldenburg durch dessen Eintragung in das Goldene Buch der Stadt Amöneburg.
Mit der Wiedervereinigung mit der DDR kamen neue Aufgaben auf die deutsche Arbeitsverwaltung und damit auch auf Oldenburg zu. Weil es in der DDR aus ideologischen Gründen keine Arbeitslosen geben durfte, hatten die Betriebe und Verwaltungen alle Arbeitnehmer einzustellen, egal, ob sie sie brauchten oder nicht. Das führten nach der Wende und der Einführung der Marktwirtschaft zu Entlassungen der nicht benötigten Arbeitskräfte und zu einer rasant steigenden Arbeitslosigkeit. Besonders betroffen waren Behinderte und gering qualifizierte Personen. Oldenburg war in seiner Eigenschaft als Präsident des Landesarbeitsamtes Hessen und als Vorstand des Berufsförderungswerkes Frankfurt über die hohe Arbeitslosigkeit im Nachbarland Thüringen entsetzt und überlegte zusammen mit dem Geschäftsführer des BFW, Manfred Thrun, wie den Thüringern zu helfen sei. Oldenburg und Thrun schlugen deshalb vor, in Thüringen ein Berufsförderungswerk zu gründen, um vor Ort die Arbeitslosigkeit behinderter und gering qualifizierter Arbeitsloser durch berufliche Bildungsmaßnahmen zu bekämpfen. Sie gründeten deshalb im August 1990 das Berufsförderungswerk Thüringen als gemeinnützige GmbH. Alleiniger Gesellschafter wurde das BFW Frankfurt am Main.
Es begann die Suche nach einem geeigneten Grundstück und nach Geldgebern für die Errichtung und Ausstattung des BFW Thüringen. Das Grundstück war schnell gefunden. Es handelte sich um eine ausgediente Kaserne in Seelingstädt im Kreis Gera, in der zu DDR-Zeiten Studenten der Universität Jena zu Reserveoffizieren ausgebildet worden waren. Auch die Kostenaufbringung von etwa 80 Millionen DM für die 400 geplanten Ausbildungsplätze sowie die Kosten für die behindertengerechten Aus- und Umbauten, z. B. Aufzüge, Sanitäranlagen, Maschinen, Werkzeuge und Rollstühle, wurden zu je einem Drittel vom Land Thüringen, dem Bund und den Trägern der Sozialversicherung übernommen.
Während der Bau voranschritt, kam das Gerücht auf, die ganze Gegend sei radioaktiv verseucht und daher ungeeignet für die Ausbildung schwerbehinderter Menschen. Tatsächlich hatte zu DDR-Zeiten die Wismut AG in Sachsen und Ostthüringen Uran gefördert und an die Sowjetunion für ihr Atombombenprogramm geliefert, so dass eine radioaktive Kontamination Seelingstädts zumindest denkbar war. Da Oldenburg wegen seines Amtes als Präsident des Landesarbeitsamtes Hessen enge Beziehungen zur hessischen Landesregierung hatte, fuhr er umgehend nach Wiesbaden und suchte den damaligen hessischen Minister für Umwelt, Energie und Bundesangelegenheiten, Joschka Fischer auf, schilderte ihm die Lage in Seelingstädt und bat ihn um Hilfe. Fischer sagte diese sofort zu und beauftragte den anerkannten wissenschaftlichen Fachmann U. Bertsch, die Sache gutachterlich zu untersuchen. Das Gutachten stellte keine schädliche Strahlenbelastung fest.
Da das BFW Thüringen sich in den nächsten Jahren gut entwickelte, trat Oldenburg im Juni 1995 vom Vorsitz des Verwaltungsrates zurück. Zu seinem Nachfolger wurde sein Kollege, der Präsident des Landesarbeitsamtes Sachsen-Anhalt-Thüringen, Martin Hess, gewählt. Martin Hess würdigte Oldenburgs jahrelange ehrenamtliche Tätigkeit in Seelingstädt mit den Worten „ohne dessen Kraftanstrengungen wäre die Entwicklung und der Erfolg des Berufsförderungswerkes nicht möglich gewesen.“ Oldenburg spendete und pflanzte als Abschiedsgeschenk auf dem Gelände des BFW Thüringen einen Mammutbaum (Sequoloidoae), der nicht nur Kraft und Stärke, sondern auch eine lange Lebensdauer symbolisierte.
Mit Erreichen der Altersgrenze Oldenburg vom Bundespräsidenten Roman Herzog zum 31. Januar 1998 in den Ruhestand versetzt.
Nach der Versetzung in den Ruhestand war er als freier Schriftsteller in Frankfurt am Main tätig. Er veröffentlichte historische Romane, die sich vor allem mit Stoffen aus der römischen Geschichte befassten. Oldenburg hielt sich dabei weitgehend an die von antiken Autoren überlieferten Fakten, die er in eine Romanhandlung bettete.
Ehrenamtlich war Oldenburg auch bei der beruflichen Bildung von Arbeitnehmern und Rehabilitation Behinderter sozial engagiert. Er war von 1978 bis 1990 Vorsitzender des Kuratoriums der Stiftung Grone-Schule in Hamburg, Vorstandsvorsitzender beim hessischen Berufsförderungswerk Frankfurt am Main in Bad Vilbel von 1986 bis 2001, Beiratsvorsitzender des Berufsbildungswerkes Nordhessen in Arolsen von 1987 bis 1998, Vorsitzender des Verwaltungsrates des Berufsbildungswerkes Südhessen in Karben und Vorsitzender des Berufsförderungswerks Thüringen in Seelingstädt von 1990 bis 1998. Außerdem war Oldenburg 13 Jahre lang (von 1988 bis 2001) Mitglied des Vorstandes der Arbeitsgemeinschaft Deutscher Berufsförderungswerke, in den zentrale Fragen der Förderung der beruflichen Aus- und Fortbilden Behinderter konzipiert und mit den gesetzgebenden Körperschaften und Verwaltungsbehörden des Bundes und der Länder besprochen werden.

## Privates
Oldenburg war seit 1964 mit Monika, geborene Bauck (1939–2020), verheiratet und hat einen Sohn und eine Tochter. Nach dem Tode seiner Frau 2020 gab Oldenburg seine Wohnung in Frankfurt auf und zog nach Flensburg, wo er im Stadtteil Mürwik in der Nähe seines ehemaligen Elternhauses eine Wohnung anmietete.

## Schriften
- Emile Zolas deutsche Vollendung: Clara Viebig. In DWV-Mitteilungen 114/1988, 37. Jahrgang 3. Heft Dezember 1988, Seiten 1 ff.
- Die Träger der beruflichen Bildung als Tendenzbetriebe. In: Neue Zeitschrift für Arbeits- und Sozialrecht vom 5. Juni 1989, Nr. 11/89, Seiten 414 ff.
- Dietrich Oldenburg: Besprechung „Arbeitsbeschaffungsmaßnahmen, Sozialrechtliche Voraussetzungen und arbeitsrechtliche Folgen“ von Wolfgang Blechmann -Neuwied Luchterhand. in Neue Zeitschrift für Arbeitsrecht (NZA) vom 29. Januar 1988
- Dietrich Oldenburg: Besprechung von Hans-Peter Bewährs (Herausgeber) „Arbeitsvermittlung und Arbeitslosenversicherung in der neueren deutschen Rechtsprechung“ Neue Zeitschrift für Arbeitsrecht (NZA), vom 1. Oktober 1992
- Dietrich Oldenburg: „Unter dem Joch des Fiskus: 25 und ein Jahr Arbeitsförderungsgesetz“, Grone Magazin Sommer 1995, Seiten 5 und 6
- Dietrich Oldenburg: Arbeitsmarktentwicklung und Beschäftigungsstruktur in Hessen, abgedruckt in DGB-Bildungswerk Hessen e. V. vom 27. Oktober 1996. Seiten 12–17.
- Familienbande. C. A. Starke-Verlag, Limburg 2000, ISBN 3-7980-0564-8
- Die Spur der Wölfe. Historischer Roman, Haag und Herchen, Frankfurt 2002, ISBN 3-89846-111-4
- Keine Schonzeit für Wölfe. Historischer Roman, Haag und Herchen, Frankfurt 2004, ISBN 3-89846-268-4
- Tod eines Leitwolfes. Haag und Herchen, Historischer Roman, Frankfurt 2007, ISBN 978-3-89846-439-0
- Pisos Verbrechen. Historischer Roman. Haag und Herchen, Frankfurt 2010, ISBN 978-3-89846-586-1